# Philipp von Cobenzl
Johann Philip von Cobenzl (ur. 28 maja 1741 w Lublanie, zm. 30 sierpnia 1810 w Wiedniu) – austriacki polityk i dyplomata. Jego kuzynem był hrabia Johann Ludwig von Cobenzl (1753-1809) dyplomata.
Gdy cesarz Józef II Habsburg wyjechał do Francji (1 IV-2 VIII 1777) towarzyszył mu Philipp Cobenzl i hrabia Joseph Colloredo-Mels.
W latach 1779–1792 był wicekanclerzem (Vizestaatskanzler), a gdy w roku 1792 zmarł Wenzel Anton von Kaunitz, został kanclerzem (Staatskanzler – austriackim MSZ).
Jako wicekanclerz i kanclerz Austrii hamował zapędy cesarza Leopolda II Habsburga by wypowiedzieć wojnę Rewolucyjnej Francji. Bezskutecznie namawiał go do tego Johan Fredrik von Nolcken (1737-1809) szwedzki ambasador (w. l. 1791-94) w Wiedniu. Podobnie w sierpniu 1791 specjalny wysłannik szwedzki w Wiedniu hr. Axel von Fersen próbował przekonać Coblenzla do antyrewolucyjnej krucjaty, znów bez skutku.
Pod koniec marca 1793 Cobenzl musiał oddać swe stanowisko, ponieważ zarzucono mu nieudolność i niezdolność wykorzystania okazji jaką był II rozbiór Polski. Jego stanowisko przejął Franz Maria von Thugut. Cobenzl został kanclerzem prowincji włoskich Imperium Habsburgów.
W latach 1801–1805 był austriackim posłem w Paryżu.
Po roku 1773 odziedziczył dobra na Reisenberg. Domy, które pozostawili tam jezuici przerobił na zamek.